# فرودگاه فادا
فرودگاه فادا (به انگلیسی: Fada Airport) یک فرودگاه همگانی است . این فرودگاه در کشور چاد قرار دارد .